# Esposende (freguesia)

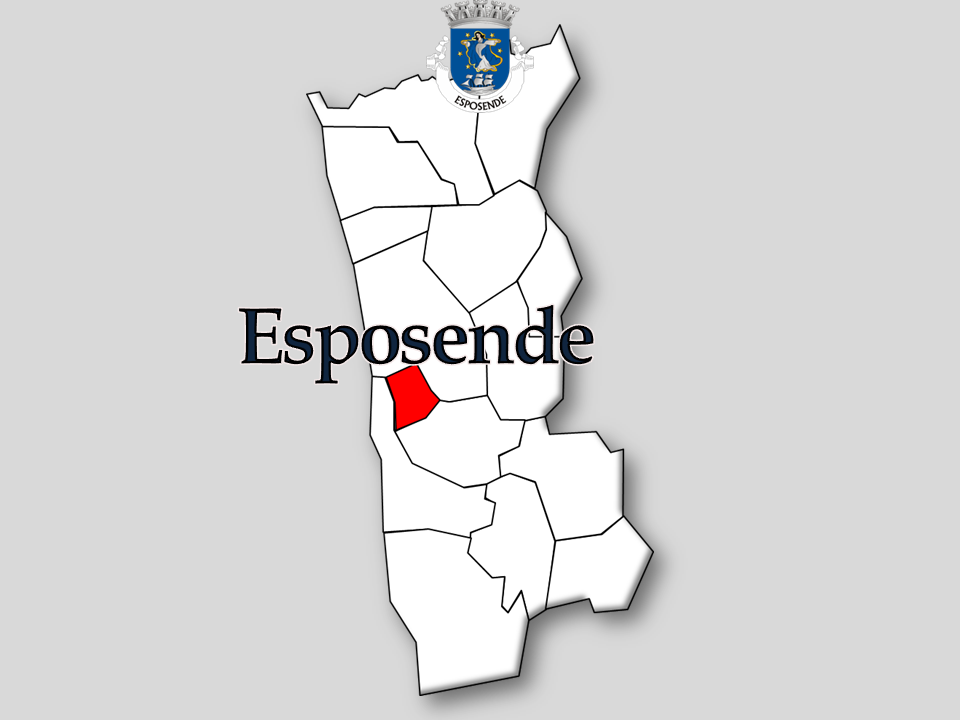
Localização da Freguesia de Esposende

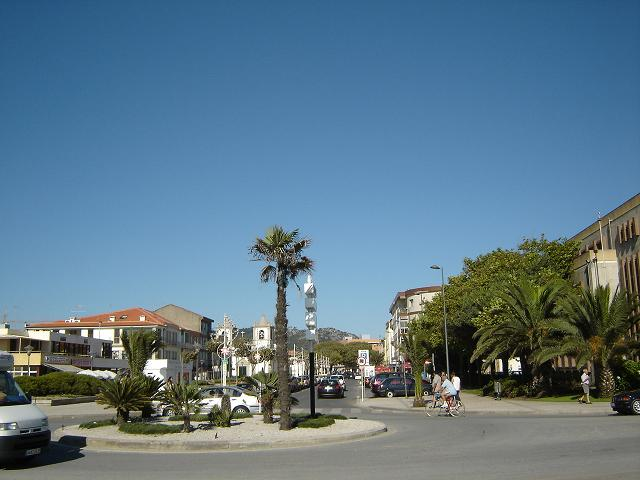

A Freguesia de Esposende foi uma freguesia do Município de Esposende que tinha 1,73 km² de área e 3 595 habitantes (2011), e, por isso, uma densidade populacional de 2 078 hab/km².
A Freguesia de Esposende foi extinta em 2013, no âmbito de uma reforma administrativa nacional, para, em conjunto com as Freguesias de Marinhas e Gandra formar uma nova freguesia denominada União das Freguesias de Esposende, Marinhas e Gandra da qual é a sede.
As freguesias de Esposende, Gandra e Marinhas formam a cidade de Esposende.

## População
| População da freguesia de Esposende (1864 – 2011) | População da freguesia de Esposende (1864 – 2011) | População da freguesia de Esposende (1864 – 2011) | População da freguesia de Esposende (1864 – 2011) | População da freguesia de Esposende (1864 – 2011) | População da freguesia de Esposende (1864 – 2011) | População da freguesia de Esposende (1864 – 2011) | População da freguesia de Esposende (1864 – 2011) | População da freguesia de Esposende (1864 – 2011) | População da freguesia de Esposende (1864 – 2011) | População da freguesia de Esposende (1864 – 2011) | População da freguesia de Esposende (1864 – 2011) | População da freguesia de Esposende (1864 – 2011) | População da freguesia de Esposende (1864 – 2011) | População da freguesia de Esposende (1864 – 2011) |
| ------------------------------------------------- | ------------------------------------------------- | ------------------------------------------------- | ------------------------------------------------- | ------------------------------------------------- | ------------------------------------------------- | ------------------------------------------------- | ------------------------------------------------- | ------------------------------------------------- | ------------------------------------------------- | ------------------------------------------------- | ------------------------------------------------- | ------------------------------------------------- | ------------------------------------------------- | ------------------------------------------------- |
| 1864                                              | 1878                                              | 1890                                              | 1900                                              | 1911                                              | 1920                                              | 1930                                              | 1940                                              | 1950                                              | 1960                                              | 1970                                              | 1981                                              | 1991                                              | 2001                                              | 2011                                              |
| 1 499                                             | 1 483                                             | 1 599                                             | 1 524                                             | 1 649                                             | 1 603                                             | 1 715                                             | 1 629                                             | 1 760                                             | 1 751                                             | 1 533                                             | 2 189                                             | 2 789                                             | 3 470                                             | 3 595                                             |

## Património
- Igreja da Misericórdia de Esposende
- Pelourinho de Esposende
- Museu Municipal de Esposende

## Personalidades ilustres
- Barão de Esposende

## Toponímia
- Largo Dr. Fonseca Lima
- Largo Rodrigues Sampaio

## Política

### Eleições autárquicas

#### Junta de Freguesia
| Partido      | %    | M    | %    | M    | %    | M    | %    | M    | %    | M    | %    | M    | %    | M    | %    | M    | %    | M    | %    | M    |
| Partido      | 1976 | 1976 | 1979 | 1979 | 1982 | 1982 | 1985 | 1985 | 1989 | 1989 | 1993 | 1993 | 1997 | 1997 | 2001 | 2001 | 2005 | 2005 | 2009 | 2009 |
| ------------ | ---- | ---- | ---- | ---- | ---- | ---- | ---- | ---- | ---- | ---- | ---- | ---- | ---- | ---- | ---- | ---- | ---- | ---- | ---- | ---- |
| CDS-PP       | 33,0 | 3    | 50,8 | 7    | 40,4 | 6    | 40,9 | 4    | 37,9 | 4    | 19,8 | 2    | 18,4 | 1    |      |      | 20,1 | 2    |      |      |
| PS           | 29,6 | 3    |      |      |      |      | 18,5 | 2    | 34,3 | 3    | 41,2 | 4    | 46,7 | 5    | 59,2 | 6    | 47,3 | 5    | 44,8 | 5    |
| PPD/PSD      | 17,7 | 2    | 17,4 | 2    | 23,0 | 3    | 20,8 | 2    | 20,0 | 2    | 28,9 | 3    | 28,9 | 3    |      |      | 25,6 | 2    | 42,7 | 4    |
| FEPU/APU/CDU | 15,3 | 1    | 26,8 | 4    | 30,2 | 4    | 6,7  |      | 5,1  |      | 7,3  |      | 3,1  |      | 4,0  |      | 4,1  |      | 8,2  |      |
| PRD          |      |      |      |      |      |      | 11,3 | 1    |      |      |      |      |      |      |      |      |      |      |      |      |
| IND          |      |      |      |      |      |      |      |      |      |      |      |      |      |      | 32,3 | 3    |      |      |      |      |